# Kuchibiru Tameiki Sakurairo
Kuchibiru Tameiki Sakurairo (яп. くちびるためいきさくらいろ Поцелуи, Вздох и Розовые Лепестки Вишни) — японская юри-манга, состоящая из отдельных историй, нарисованная мангакой Милк Моринага, выпускающаяся компанией Ichijinsha, затем Futabasha в ежемесячных журналах Yuri Shimai, Comic Yuri Hime и Comic High!.

## Сюжет
Истории вращаются вокруг разных девушек, учащихся в средней японской школе Сакуракай, влюблявшихся в своих одноклассниц и подруг.

## Персонажи
- Нана Кобояси (яп. 小林ナナ)
- Хитоми Фудзимори (яп. 藤森ひとみ)
- Нацука Като (яп. 加藤ギャラリーなつか)
- Наруми Абэ (яп. 阿部鳴海)
- Тисато Судзуки (яп. 鈴木千里)
- Тихару (яп. 千春)
- Эри (яп. えり)
- Носака (яп. 野坂)
- Митиру Эндо (яп. 遠藤みちる)